# Burza w Tatrach (2019)
Burza nad Tatrami – burza, która przeszła w czwartek 22 sierpnia 2019 roku wczesnym popołudniem przez Tatry Zachodnie. W wyniku uderzeń co najmniej kilku doziemnych wyładowań atmosferycznych (piorunów) porażeni zostali turyści, większość ofiar przebywała w tym czasie w okolicy szczytu Wielkiego Giewontu. 5 osób zginęło (4 po stronie polskiej i 1 po stronie słowackiej), a 157 zostało rannych.
Najwięcej ofiar spowodował piorun, który ok. 13:25 uderzył w skały i łańcuchy w pobliżu krzyża na Giewoncie. Wielu turystów doznało porażenia, gdy trzymali się metalowych łańcuchów, ponadto prąd przepłynął po mokrych skałach. Część poszkodowanych doznała obrażeń (m.in. złamań i stłuczeń) w wyniku upadku z dużej wysokości, poza tym w wyniku uderzenia pioruna kamienie różnej wielkości odprysły, raniąc kolejne osoby. Śmierć poniosły dwie kobiety w wieku 24 i 46 lat oraz dwoje dzieci w wieku 10 lat. Stan wielu poszkodowanych był ciężki, zagrażający życiu.
Około 15–20 minut przed uderzeniem w Giewont piorun uderzył w rejonie Ciemniaka, raniąc portugalskiego turystę. Po stronie słowackiej piorun uderzył w Banówkę, spychając czeskiego turystę w przepaść, w wyniku czego mężczyzna zginął.
W akcję ratunkową zaangażowanych było ok. 180 ratowników, w tym 80 ratowników TOPR. Rannych przez kilka godzin przewożono śmigłowcami TOPR-u, LPR-u i Policji. W sumie 56 osób zostało hospitalizowanych. Według danych na 24 sierpnia godz. 13:10 w szpitalach wciąż przebywało 29 osób poszkodowanych w wyniku burzy.
Po wypadku uruchomiono sztab kryzysowy. W Zakopanem do końca tygodnia ogłoszona została żałoba. Prokuratura wszczęła śledztwo pod kątem nieumyślnego spowodowania śmierci czterech osób. Ze względu na to, że (wg naczelnika TOPR) grzmoty były słyszalne pół godziny przed wydarzeniem na Giewoncie, rozpoczęła się ogólnokrajowa dyskusja na temat zachowania turystów w górach w razie zagrożenia burzą. Istnieją (2019) witryny internetowe i aplikacje na telefon, umożliwiające śledzenie aktualnej sytuacji pogodowej i informujące o zagrożeniach.